# Paduniella alkithoe
Paduniella alkithoe är en nattsländeart som beskrevs av Malicky 1997. Paduniella alkithoe ingår i släktet Paduniella och familjen tunnelnattsländor. Inga underarter finns listade i Catalogue of Life.